# You Are Not Alone (canción de Michael Jackson)
«You Are Not Alone» (en español: «No estás sola») es el segundo sencillo del álbum HIStory: Past, Present and Future, Book I de Michael Jackson.
La canción, de géneros Pop y Balada fue escrita por R. Kelly en respuesta a los difíciles momentos que atravesaba el cantante en su vida personal luego de haber sido acusado y exculpado de pederastia en 1993. Jackson se mostró interesado en grabar este tema musical luego de que Kelly le enviara una demo.
Al ser lanzado como sencillo, "You Are Not Alone" se convirtió rápidamente en una de las canciones más exitosas de la carrera musical de Jackson en Estados Unidos, donde vendió más de un millón de copias. En América, Oceanía y Europa, el sencillo tuvo también gran acogida por parte del público, entrando al repertorio de las canciones más escuchadas en más de quince países.
La gran mayoría de las reacciones críticas a "You Are Not Alone", fue positivo, aunque no alcanzó el elogio unánime. La canción fue nominada a los premios de los  Grammy y American Music Awards. El video musical correspondiente causó controversia porque presentó a Jackson y su esposa en algunas escenas semi-desnudos.
Comercialmente, la canción fue todo un éxito significativo. Además posee un Record Guinness, como la primera canción en la historia de los 37 años del Billboard Hot 100 en debutar en el número uno, sino que fue certificado platino por la  RIAA.

## Producción
"You Are Not Alone" es una balada R & B & Música Electrónica sobre el amor y el aislamiento. La canción fue escrita por R. Kelly y producida por Kelly y Jackson. Kelly escribió la canción después de la pérdida de personas cercanas en su vida. Kelly estaba encantado de poder trabajar con su ídolo, explicando "Me emociona... siento que podría haber hecho su álbum entero. Sin ser egoísta. Yo estaba más que sorprendido al respecto. Fue una experiencia fuera de este mundo... Es asombroso saber que hace cinco años yo escribía canciones en un sótano en el gueto y ahora que estoy escribiendo para Michael Jackson... Sería un tonto si no dijera que es un sueño hecho realidad."  Jackson entró en contacto con Kelly para ver si tenía algún material disponible. Kelly transmitió una grabación de la canción y Jackson acordó trabajar con Kelly en la pieza.  En la cinta enviada a Jackson, Kelly canta "You Are Not Alone" imitando el estilo vocal de Jackson, explicando que, "Creo que soy él. Me convierto en él. Se siente tan bien. "Jackson encontró la interpretación divertida. Se pasaron un día juntos en el estudio trabajando en el tema.
Jackson explicó que de inmediato le gustaba la canción, pero que la escuchó dos veces antes de tomar su decisión final. Aunque la canción fue escrita por Kelly, Jackson fue firme en que la producción debe ser un esfuerzo de colaboración entre los dos músicos. La cinta que le envió no tenía la armonía o modulaciones, por lo que Jackson agregó un coro en la parte final y añadió una sentido del clímax y la estructura de la pieza final.
R. Kelly ayudó a Jackson a escribir y producir dos sencillos más: "Cry" (2001) y "One More Chance" (2003).
Un año después del lanzamiento de "You Are Not Alone", R. Kelly lanzó la canción "I Believe I Can Fly" de la película Space Jam, que tiene un tempo y un ritmo similar a la utilizada en la canción que compuso para Jackson.

## Video musical
El video musical comienza con un gran número de fotógrafos que toman fotografías de Jackson. La trama se centra en dos lugares: un templo donde Jackson aparece en una escena semi-desnudo afectuoso con su entonces esposa, Lisa Marie Presley y un teatro donde Jackson interpreta la canción a una sala vacía. Jackson también aparece solo en otros lugares como los desiertos y montañas. Es el primer video de alto perfil donde el pelo de Jackson esta relativamente corto. La versión ligeramente extendida que apareció en HIStory on Film, Volume II se caracterizó por una escena en que Jackson apareció como un ángel de la guarda sobre su esposa, los efectos especiales fueron usados para dar Jackson alas de plumas blancas.
En una escena, Jackson apareció originalmente en la completa desnudez, pero justo antes del video transmitido se tomó la decisión de utilizar efectos especiales para eliminar o cubrir estos aspectos.
A pesar de haber hecho una crítica positiva la canción, Taraborrelli dijo del video, "El único problema con 'You Are Not Alone" fue el vídeo extraño para la canción, en la que Michael y Lisa Marie jugueteaban semi-desnudos contra un telón de fondo etéreo... La semi-desnudez no tenía sentido y era un poco desconcertante, uno desea que se ponga su ropa de nuevo ". Presley después expresó su pesar por hacer el video, diciendo que estaba "chupado en el momento". Era algo cool estar en vídeo de Michael Jackson. ¡Vamos! ".
Luego de la muerte de Jackson, el videoclip de "You Are Not Alone" fue publicado en Youtube. Actualmente supera las 250 millones de reproducciones.

## Rendimiento en las listas musicales
Comercialmente, "You Are Not Alone", sigue siendo uno de los sencillos de mayor venta de Jackson. Posee el récord mundial Guinness por la primera canción en debutar en el número uno en el Billboard Hot 100. Su primera semana de ventas fue de 120.000 ejemplares, fue certificado platino por la RIAA para el traslado de al menos un millón de unidades dentro de la EE. UU. Se rompió el récord establecido por su anterior sencillo "Scream/Childhood", que fue la primera canción en la historia de los 37 años de Billboard en debutar en el número cinco su peak más alto.
Se alcanzó el número uno en el Reino Unido después de su debut en el número tres en la semana anterior. La canción también alcanzó el número uno en Valonia, Francia, Nueva Zelanda, España y Suiza. Con la excepción de Italia, se convirtió en un Top Ten en cada mercado importante.

## Posicionamiento
| Listas (1995)                    | Posición      |
| -------------------------------- | ------------- |
| Australian ARIA Singles Chart    | 7             |
| Austrian Singles Chart           | 2             |
| Belgian (Flanders) Singles Chart | 3             |
| Belgian (Wallonia) Singles Chart | 1             |
| Dutch Singles Chart              | 6             |
| Finnish Singles Chart            | 10            |
| French Singles Chart             | 1             |
| Irish Singles Chart              | 1             |
| Italian Singles Chart            | 14            |
| New Zealand RIANZ Singles Chart  | 1             |
| Norwegian Singles Chart          | 9             |
| Spanish Singles Chart            | 1             |
| Swedish Singles Chart            | 2             |
| Swiss Singles Chart              | 1             |
| UK Singles Chart                 | 1             |
| US Billboard Hot 100             | 1             |
| Chart (2009)                     | Peak position |
| Danish Singles Chart             | 33            |
| New Zealand Singles Chart        | 12            |
| Swiss Singles Chart              | 16            |
| UK Singles Chart                 | 35            |

### Certificaciones
| País           | Certificación | Ventas    |
| -------------- | ------------- | --------- |
| Austria        | Oro           | 20 000    |
| France         | Oro           | 250 000   |
| Germany        | Oro           | 250 000   |
| New Zealand    | Oro           | 7500      |
| Switzerland    | Oro           | 25 000    |
| United Kingdom | Oro           | 400 000   |
| United States  | Platino       | 1 000 000 |

## Lista de canciones
|  | Canadian/United States 1. "You Are Not Alone" – 4:56 2. "You Are Not Alone" (radio edit) – 4:34 3. "You Are Not Alone" (Franctified Club Mix) – 10:40 4. "Scream Louder" (Flyte Tyme Remix) – 5:30 5. "MJ Megaremix" – 10:33 Japan single 1. "You Are Not Alone" – 4:56 2. "You Are Not Alone" (radio edit) – 4:34 3. "You Are Not Alone" (Franctified Club Mix) – 10:40 4. "You Are Not Alone" (Franctified Club Mix Edit) – 7:40 5. "You Are Not Alone" (Jon B. Main Mix) – 6:55 6. "You Are Not Alone" (Jon B. Padapella Mix) – 6:55 | Cassette single 1. "You Are Not Alone" (album edit) – 4:56 2. "Scream Louder" (Flyte Tyme Remix) – 5:30 | Austria single 1. "You Are Not Alone" – 4:56 2. "You Are Not Alone" (radio edit) – 4:34 3. "You Are Not Alone" (Franctified Club Mix) – 10:40 4. "You Are Not Alone" (Classic Club Mix) – 7:40 5. "You Are Not Alone" (Jon B. Main Mix) – 6:55 6. "You Are Not Alone" (Jon B. Padapella Mix) – 6:55 7. "MJ Medley Aus Dem Viva" – 4:59 Netherlands single 1. "You Are Not Alone" – 4:56 2. "You Are Not Alone" (radio edit) – 4:34 3. "You Are Not Alone" (Franctified Club Mix) – 10:40 4. "You Are Not Alone" (Classic Club Mix) – 7:40 5. "You Are Not Alone" (Jon B. Main Mix) – 6:55 6. "You Are Not Alone" (Jon B. Padapella Mix) – 6:55 7. "Magic Michael Jackson Mix" – 4:26 |